# يانهو (بلدية)
يانهو (بالإنجليزية: Yanhu Township)‏ هي بلدية تقع في الصين في Gê'gyai County. يقدر عدد سكانها بـ
- نسمة .